# Germán Duarte
Germán Duarte, vollständiger Name Germán Duarte Pistone, (* 19. April 1990 in Montevideo) ist ein uruguayischer Fußballspieler.

## Karriere

### Verein
Der nach Angaben seines Vereins 1,81 Meter große Defensivakteur Duarte absolvierte bereits in der Saison 2011/12 einen Einsatz für die Montevideo Wanderers in der Primera División. Nach einer Ausleihe zum Zweitligisten Villa Teresa, bei der er in der Saison 2011/12 fünfmal (kein Tor) in der Segunda División eingesetzt wurde, kehrte er zur Spielzeit 2012/13 zu den Wanderers zurück und bestritt in Apertura und Clausura 2012/13 vier weitere Erstligapartien für den Klub aus Montevideo. In der Spielzeit 2013/14 wurde er zweimal in der Copa Sudamericana 2013 eingesetzt und absolvierte bis zum Abschluss der Saison vier weitere Erstligaspiele. Mit den Wanderers gewann er die Clausura 2014 und wurde Uruguayischer Vizemeister 2013/14. In der Apertua 2014 wurde er nicht eingesetzt. Ende Januar 2015 wechselte er zum Zweitligisten Club Atlético Torque. Ein Zweitligaeinsatz steht dort bislang (Stand: 8. September 2016) aus.
Als weitere Karrierestation ist Defensor Sporting verzeichnet.

### Erfolge
- Clausura 2014 (Primera División, Uruguay)